# Proba californica
Proba californica är en insektsart som först beskrevs av Knight 1968.  Proba californica ingår i släktet Proba och familjen ängsskinnbaggar. Inga underarter finns listade i Catalogue of Life.